# Homer versus Patty a Selma
Homer versus Patty a Selma (v anglickém originále Homer vs. Patty and Selma) je 17. díl 6. řady (celkem 120.) amerického animovaného seriálu Simpsonovi. Scénář napsal Brent Forrester a díl režíroval Mark Kirkland. V USA měl premiéru dne 26. února 1995 na stanici Fox Broadcasting Company a v Česku byl poprvé vysílán 18. března 1997 na stanici ČT1.

## Děj
Homer investuje do dýní, ale o celou investici přijde. Když se opozdí se splátkou hypotéky, snaží se půjčit si peníze, ale bez úspěchu. Poté, co Patty a Selma dostanou povýšení na dopravním inspektorátu, si Homer uvědomí, že jsou jeho poslední záchranou. Souhlasí, že mu půjčí peníze pod podmínkou, že se stane jejich pokorným sluhou. Homer prosí Patty a Selmu, aby mu pomohly utajit jeho finanční potíže před Marge, která se o tom ale brzy dozví, když uvidí jeho směnku na dluh pro své sestry. 
Homer se stane šoférem, aby si vydělal více peněz, ale je zastaven náčelníkem Wiggumem, protože nemá řidičský průkaz. Homer s Marge navštíví dopravní úřad, aby si o něj zažádal; Patty a Selma jsou jeho hodnotitelkami. Homerův test skončí neúspěchem. Na jeho oslavu si Patty a Selma zapálí cigarety, ale jsou přistiženi svým nadřízeným, který jim vyhrožuje, že je za kouření v práci degraduje. Poté, co Homer vidí Margino zděšení z této situace, je neochotně kryje tvrzením, že zapálené cigarety jsou jeho. Jako poděkování za to, že jim pomohl vyhnout se degradaci, mu Patty a Selma odpustí půjčku. 
V podzápletce Bart přijde pozdě do školy v den, kdy si studenti vybírají pohybové disciplíny. Když dorazí, je jedinou volnou možností balet. Přes počáteční nechuť Bart brzy zjistí, že je talentovaný tanečník, a je pozván, aby hrál ve školním baletu. Po jeho vystoupení Barta pronásledují školní šikanátoři, kteří ho chtějí zbít. Bart se pokusí uniknout skokem přes příkop, ale po nezdařeném skoku se zraní. Když šikanátoři vidí, že je Bart po pádu zraněný, odejdou, aniž by ho zbili. Líza řekne Bartovi, že je na něj pyšná, protože ukázal svou citlivou stránku.

## Produkce
Scénář k dílu napsal Brent Forrester, a poprvé se tak podílel na scénáři k seriálu Simpsonovi. Výkonný producent David Mirkin díl popisuje jako velmi přízemní a emotivní epizodu, která působí velmi „sitcomově“.
Bartovu učitelku baletu namluvila Susan Sarandonová a byla navržena tak, aby vypadala trochu jako ona. Sarandonová chtěla v seriálu hostovat, protože její děti byly jejími velkými fanoušky; přivedla je s sebou na natáčení. Kvůli dopravní zácpě přišla na natáčení pozdě, ale jakmile dorazila, vžila se do role a velmi tvrdě pracovala na tom, aby její přízvuk byl přesný. Sarandonová se později objevila také jako hlas počítače v epizodě 17. řady Bart má dvě mámy. Mel Brooks se objevil v epizodní roli jako on sám. Jeho manželka Anne Bancroftová dabovala roli v dílu Strach z létání a Brooks ji doprovázel na natáčení. Mirkin si uvědomil, že Brooks „umírá touhou účinkovat v seriálu“, a zeptal se ho, zda by byl ochotný hostovat, a on souhlasil. Mnoho scenáristů bylo Brooksovými fanoušky a Matt Groening popsal možnost jeho hostování jako „neuvěřitelnou čest“.
Epizodu režíroval Mark Kirkland, který byl fanouškem postav, protože předtím režíroval epizodu 2. řady Láska klíčí i v ředitelně, která se také zaměřuje na tuto dvojici. Při režírování částí, kde Bart tančí balet, Kirkland zadal scény animátorům, kteří byli obeznámeni s tancem.

## Témata
Chris Turner ve své knize Planet Simpson: How a Cartoon Masterpiece Documented an Era and Defined a Generation píše, že tato epizoda ilustruje, jak je Homer Simpson „organismus značné složitosti“. Turner k tomu poznamenává: „Homer nese na svých bedrech celou symbolickou váhu Ameriky dvacátého století a žádný obyčejný hlupák by tento úkol nezvládl.“. Turner rovněž rozebírá moment z epizody, kdy Marge říká svým sestrám: „Homer nechce být hrubý, je to jen velmi komplikovaný člověk.“, načež Homer rozbije talíř o hlavu a vykřikne: „Špatně!“. Turner píše, že tento „objevný moment“ ilustruje „několik nejznámějších aspektů Homerovy povahy: jeho impulzivitu, vrozenou hloupost, zjevnou, dokonce fyzickou hloupost“.
V kompilačním díle The Simpsons and Philosophy: The D'oh! of Homer je tato epizoda uvedena jako příklad, kdy, jak píše přispěvatel Raja Halwani, je „Homer obvyklý lhář, chybí mu upřímnost“. Kromě toho, že v tomto dílu „lhal o svých finančních ztrátách v investicích“, Halwani uvádí, že Homer lhal Marge v epizodě Nastrčená osoba o tom, „že nikdy nedokončil střední školu“, a v dílu Pistolníkova rodina o tom, že se zbavil zbraně, kterou si koupil. Halwani však později vyzdvihuje pozitivní stránky Homerovy povahy a poznamenává, že v epizodě Homer „předstíral, že to on kouří, aby Patty a Selma nedostaly výpověď za kouření na pracovišti“.

## Přijetí

### Kritika
Chris Turner v knize Planet Simpson napsal, že scéna, kdy si Homer „rozbije talíř o hlavu“, je jedním z jeho nejoblíbenějších momentů Homera. „Rád bych řekl, že je to definující Homerův moment, ale to bych se dopustil velké nespravedlnosti vůči mimořádnému dramatickému úspěchu, kterým je Homer J. Simpson,“ komentuje Turner.
Warren Martyn a Adrian Wood v knize I Can't Believe It's a Bigger and Better Updated Unofficial Simpsons Guide napsali: „Patty a Selma byly málokdy tak zlé jako tady – jsou pohádkově kruté.“.
Colin Jacobson z DVD Movie Guide v recenzi 6. řady Simpsonových píše: „Homerovo pohrdání sestrami Marge – a naopak – vždy vedlo k úžasnému jiskření a díl přináší další skvělé kolo jejich věčného souboje. Je k popukání vidět Homera, jak je dlužný hrozné dvojce.“.
V Latinské Americe se „Niño Rata“, španělský ekvivalent „Ratboy“ (přezdívka, kterou Homer v jedné scéně tohoto dílu připisuje Bartovi), stal internetovým memem, zejména na YouTube. Fráze se používá pro označení rozčilených, nezkušených a nezletilých fanoušků videoher, jako jsou Minecraft, Call of Duty, FIFA, Grand Theft Auto Online a Fortnite; používá se také pro označení uživatelů YouTube, kteří trollují ostatní uživatele v komentáříchl.

### Sledovanost
V původním vysílání skončil díl v týdnu od 20. do 26. února 1995 na 38. místě ve sledovanosti s ratingem Nielsenu 11,1, což odpovídá přibližně 10,6 milionu diváckých domácností. Byl to třetí nejlépe hodnocený pořad na stanici Fox v tomto týdnu, hned po Beverly Hills 90210 a Ženatém se závazky.